# 无柄金丝桃
无柄金丝桃（学名：Hypericum augustinii）为藤黄科金丝桃属下的一个种。

## 扩展阅读
- 維基物種上的相關：无柄金丝桃